# ألان إم. أولسون
ألان إم. أولسون (بالإنجليزية: Alan M. Olson)‏ هو فيلسوف أمريكي، ولد في 7 يناير 1939 في منيابولس في الولايات المتحدة.